# Karen Fukuhara
Karen Fukuhara (Los Angeles, 10 febbraio 1992) è un'attrice statunitense, principalmente nota per aver interpretato il ruolo di Katana nel film Suicide Squad e Kimiko nella serie televisiva The Boys.

## Biografia
Fukuhara è nata a Los Angeles, in California, da genitori giapponesi. Mentre frequentava la UCLA, ha lavorato in numerosi show televisivi giapponesi, in particolare su Disney Channel come membro del Movie Surfers. Nel 2016 ha fatto il suo debutto sul grande schermo vestendo i panni del personaggio DC Comics Tatsu Yamashiro/Katana nel film Suicide Squad. Per l'interpretazione di questo ruolo, anche se possedeva una precedente esperienza di arti marziali, Fukuhara ha dovuto comunque effettuare un addestramento accanto agli altri membri del cast durante i due mesi di pre-produzione, soprattutto per imparare a maneggiare correttamente una spada. Nel 2018 viene annunciato che farà parte del cast di The Boys, nel ruolo di Kimiko/Femmina, una giovane ragazza muta facente parte dei Super, cioè individui dotati di superpoteri.

## Filmografia

### Attrice

#### Cinema
- Suicide Squad, regia di David Ayer (2016)
- The Lost, regia di Neil M. Paik – cortometraggio (2017)
- Stray, regia di Joe Sill (2019)
- Bullet Train, regia di David Leitch (2022)

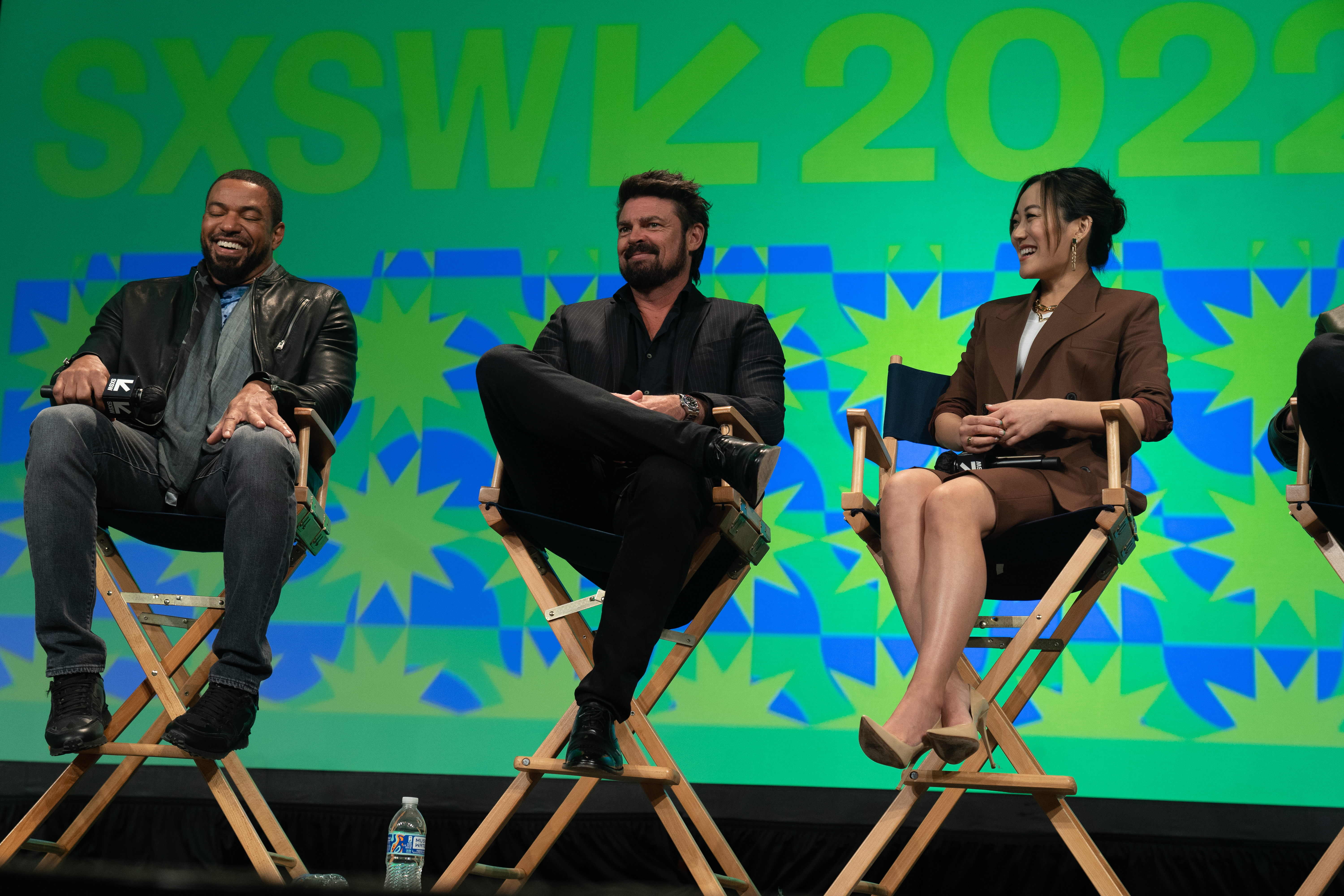
Karen Fukuhara insieme a Karl Urban (al centro) e a Laz Alonso (a sinistra), suoi colleghi in The Boys

#### Televisione
- The Boys – serie TV (2019-in corso)

### Doppiatrice
- Craig (Craig of the Creek) – serie animata (2017-in corso)
- She-Ra e le principesse guerriere (She-Ra and the Princesses of Power) – serie animata, 46 episodi (2018-2020)
- Kipo e l'era delle creature straordinarie (Kipo and the Age of Wonderbeasts) –  serie animata (2020)
- The Callisto Protocol – videogioco (2022)
- Il ragazzo e l'airone (Kimi-tachi wa dō ikiru ka), regia di Hayao Miyazaki (2023)[7]
- La concierge Pokémon (Pokémon konsheruju) – serie animata (2023)
- Tomb Raider - La leggenda di Lara Croft (Tomb Raider: The Legend of Lara Croft) – serie animata, episodio 1x01 (2024)

## Doppiatrici italiane
Nelle versioni in italiano dei suoi lavori, Karen Fukuhara è stata doppiata da:
- Rebecca Chierici in The Boys

Da doppiatrice è sostituita da:
- Sara Labidi in Kipo e l'era delle creature straordinarie
- Alice Venditti in She-Ra e le principesse guerriere
- Loretta Di Pisa in Archer
- Patrizia Salerno in Craig (Alexis)
- Letizia Ciampa in Craig (eileen)
- Valentina Pallavicino in La concierge Pokémon (Haru)
- Silvia Abbati in Tomb Raider - La leggenda di Lara Croft